# Johann Christian Reil

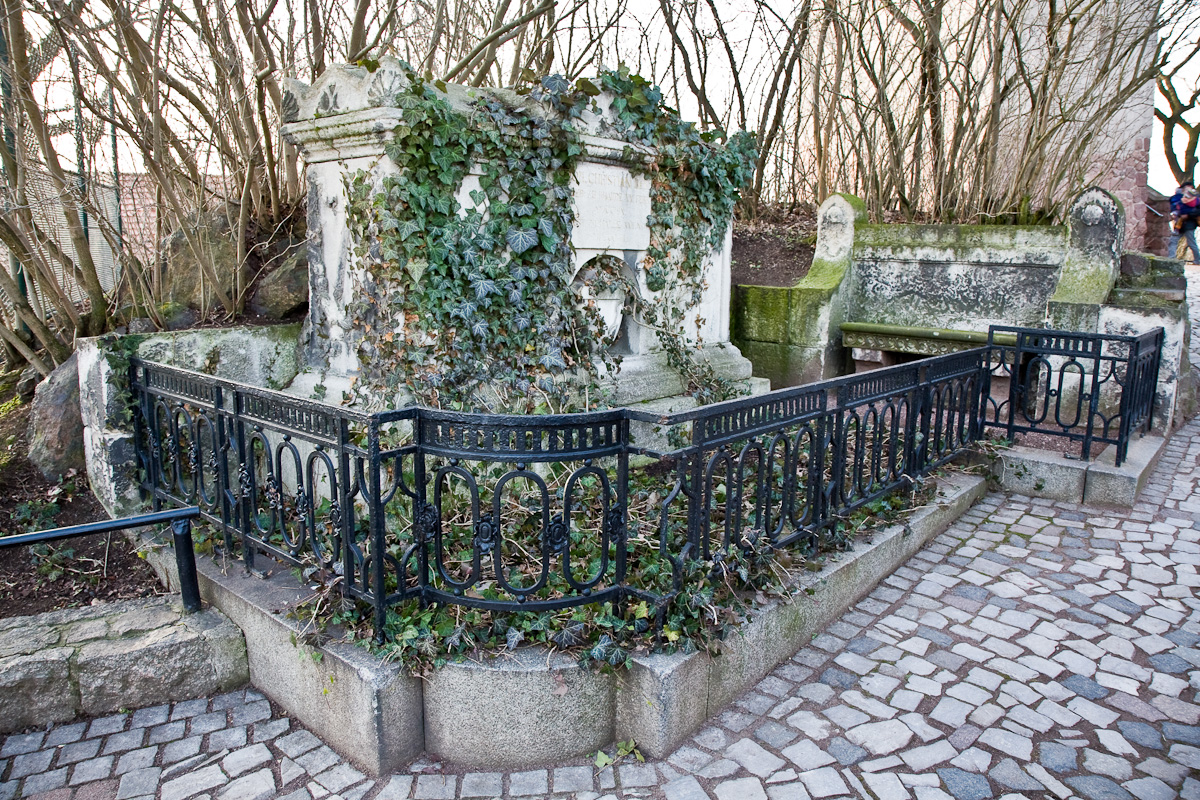
Tomba di Reil sul Reilberg di Halle (Saale), Germania, l'attuale Bergzoo Halle

Johann Christian Reil (Rhauderfehn, 20 febbraio 1759 – 22 novembre 1813) è stato uno psichiatra, anatomista e fisiologo tedesco.

## Biografia
Fu lui a coniare il termine psichiatria, in tedesco psychiatrie, nel 1808.
Tra le malattie e le caratteristiche anatomiche che prendono il nome da lui si possono ricordare il dito di Reil, i solchi incrociati di Beau-Reil sulle unghie e il lobo dell'insula (Islands of Reil) nella corteccia cerebrale. Nel 1809 fu il primo a descrivere i tratti di fibra bianca oggi chiamati fascicolo arcuato. e locus ceruleus.
Tra il 1788 ed il 1810 lavorò in un ospedale di Halle, in Germania. Nel 1795 Reil fondò la primissima rivista di psicologia in lingua tedesca, il Archiv für die Physiologie. Nel 1810 divenne uno dei primi professori universitari di psichiatria, quando ricevette la cattedra di medicina a Berlino.
Dal 1802 al 1805 il poeta Goethe visitò Reil per discutere di argomenti scientifici quali la psichiatria, oltre a sfruttare le sue qualità di medico.
Reil utilizzò il termine 'psychiaterie' in una rivista che fondò con J.C. Hoffbauer, Beytrage zur Beforderung einer Curmethode auf psychischem Wege (1808: 169). Sostenne che non doveva esistere una sola branca della medicina (psychische Medizin) o di teologia o di diritto penale, ma una disciplina con praticanti addestrati. Cercò anche di pubblicizzare la piaga della follia presente nei manicomi, sviluppandone un trattamento 'medico'. Criticò il francese Philippe Pinel. Reil era soprattutto teorico, con poca esperienza clinica diretta, al contrario di Pinel. Reil viene considerato uno scrittore del Romanticismo tedesco, e la sua opera del 1803, Rhapsodien über die Anwendung der psychischen Kurmethode auf Geisteszeruttungen ('Rapsodie sull'applicazione del metodo di cura psichico ai disturbi mentali') è stata definita il documento più importante della psichiatria romantica. Reil non cencettualizzò la pazzia solo come opposto della ragione, ma come riflesso di ampie condizioni sociali, ed era convinto che il progresso portasse ad un aumento della follia. Non vide la pazzia come una lesione fisica del cervello, o un male ereditario, ma come un disturbo dell'armonia delle funzioni mentali, radicato nel sistema nervoso.

### Morte
Reil morì nel 1813 a causa del tifo contratto durante la cura dei feriti della battaglia di Lipsia, in seguito divenuta nota come battaglia delle nazioni, uno degli scontri più duri delle guerre napoleoniche.